# Лазар Манојловић
Лазар Манојловић (Велика Обарска, 30. март 1934 — Бијељина, 2. март 2016) био је југословенски просветни радник, писац  и педагог.

## Биографија[1]
Рођен је 30. марта 1934. године у селу Велика Обарска, код Бијељине, у породици Јована и Радосаве (рођ. Танацковић), као пето по реду, од укупно четрнаесторо дјеце. На жалост, петоро Лазареве браће и сестара умрло је у дјетињству, те је тако Лазар остао један од деветоро оних који су одрасли и засновали своје породице.
Основну школу завршио је у Великој Обарској, а Гимназију и Учитељску школу у Бијељини. Школу резервних официра за везу завршио је у Пожаревцу, а на Вишој педагошкој школи у Тузли, 1973. године дипломирао је на групи Српскохрватски језик и југословенска књижевност.
Као учитељ радио је у Угљевик Селу, 1956. године, а као директор Школе ученика у привреди у Угљевику 1958. године. Потом прелази у Тузлу у Основну школу "Јусуф Јакубовић" на мјесто помоћника директора школе. Био је спољни сарадник Просвјетно-педагошког завода Тузла. На мјесту директора Основне школе "Амалија Лебеничник" Тузла радио је од 1962. до 1979. године. У радну организацију за предшколско и основно образовање и васпитање прелази као стручни сарадник за стручно усавршавање и информисање, 1980. - 1990. године.
За директора Основне школе "Радојка Лакић" у Бијељини (данас ОШ "Свети Сава") изабран је 1991. године, а са тог је мјеста смијењен 1994. године.
Преминуо је у Бијељини 02. марта 2016. године. Сахрањен је на градском гробљу у Пучилама.

## Признања и награде
За предан, пожртвован и свестран рад у остваривању васпитно-образовних циљева и свестраном развијању личности ученика, добио је Прву награду Савјета за просвјету Народног одбора општине Тузла, 1960. године.
За заслуге и постигнуте успјехе у раду ид значаја за социјалистичку изградњу земље, Указом Предсједника СФРЈ Јосипа Броза Тита, одликован је Орденом рада са сребреним вијенцем, 1971. године.
За изванредно залагање и резултате постигнуте у образовању и васпитању ученика, иновације школске наставе и развијање културе добио је југословенско признање и награду Најдражи учитељ, 1976. године.
За заслуге на пољу техничког стваралаштва и ширењу научне и техничке културе, добио је награду и златну медаљу Михаило Пупин на Међународном сајму технике и техничких достигнућа, Београд, 1995. године, те Златну диплому на Међународном сајму учила, Београд, 1996. године.
Добитик је Награде за животно дјело у педагогији Др. Војислав Бакић, коју додјељује Педагошки покрет Југославије, Београд, 2002. године.
Први је добитник награде Душко Кондор за грађанску храброст (Сарајево, 22.02.2008. године).
У Републици Италији, у граду Падови, 05.10.2008. године у Парку праведника проглашен је праведником свијета, са изграђеним стубом праведника са његовим именом, поред ког је засађена маслина њему у част. Истовремено је постао почасни грађанин Падове.

## Дјела
Најзначајнија дјела Лазара Манојловића су:
- хрестоматија текстова Учитељу с љубављу (1996, 2000, 2004. и 2007. године)
- Говор срца (2007)
- Записи из времена зла (2009)
- Завичајне и породичне приче (2009).

Заступљен је у:
- Антологији најлепше љубавне песме српског језика, у антологијском избору Пере Зупца,
- Антологији љубавне поезије просветних радника (Партенон, Београд, 2003),
- Лексикону писаца просветних радника (Партенон, Београд, 2001/2003, књиге I и II).

## Остале активности
Покретач је и главни и одговорни уредник дјечјег листа "Малиша", који је излазио у периоду 1980.-1990. године.
Коаутор је и сарадник у приређивању и објављивању зборника "Отргнути од заборава, просветни радници палу у НОБ", те "100 година учитељства у БиХ".
Аутор је више десетина публицистичких, новинарских, стручних и књижевних радова објављиваних током више деценија у стручним листовима и часописима, штампи и другим публикацијама.
Био је члан Савјета Малих новина, у Сарајеву 1976. године, члан Савјета Народног позоришта Тузла, те члан Савјета новинара Југославије и Удружења новинара Босне и Херцеговине.
У Савезном заводу за интелектуалну својину], патентирао је нову ђачку књижицу и иновирану ЕКО КЛУПУ 1996. године.